# Astracantha mesoleia
Astracantha mesoleia är en ärtväxtart som först beskrevs av Pierre Edmond Boissier och Rudolph Friedrich Hohenacker, och fick sitt nu gällande namn av Dieter Podlech. Astracantha mesoleia ingår i släktet Astracantha och familjen ärtväxter. Inga underarter finns listade i Catalogue of Life.